# Flavio Paoletti
Flavio Paoletti (San Benedetto del Tronto, 16 gennaio 2003) è un calciatore italiano, centrocampista del Mantova.

## Caratteristiche tecniche
È un centrocampista destro, in possesso di una discreta tecnica individuale, a cui abbina buone doti balistiche. Può giocare da mediano, da mezzala, o come centrale in una difesa a tre.
Ha dichiarato di ispirarsi a Dennis Praet.

## Carriera

### Club

#### Gli inizi, Sampdoria
Nato a San Benedetto del Tronto e cresciuto nel vicino comune di Colli del Tronto, Paoletti inizia a giocare nell'Atletico Azzurra Colli, squadra dilettantistica locale, per poi entrare nel settore giovanile della Sampdoria nel 2017, all'età di 14 anni. Dopo aver scalato le gerarchie delle formazioni del vivaio blucerchiato, diventa il capitano della squadra Primavera, e nel settembre del 2022 firma il suo primo contratto da professionista con il club.
Con l'arrivo di Dejan Stanković sulla panchina dei blucerchiati, Paoletti viene aggregato in pianta stabile alla prima squadra. Esordisce quindi in Serie A (nonché fra i professionisti) l'8 gennaio 2023, in Sampdoria-Napoli (0-2), subentrando all'83' al posto di Ronaldo Vieira. Quattro giorni dopo, il 12 gennaio, debutta da titolare nella gara di Coppa Italia contro la Fiorentina, persa per 1-0.

#### Fatih Karagümrük
Il 29 agosto 2023, Paoletti viene acquistato a titolo definitivo dal Fatih Karagümrük, squadra della massima divisione turca, con cui firma un contratto triennale. Il 6 febbraio 2024, segna la sua prima rete per il club, mettendo a referto il gol della vittoria finale (2-1) nell'incontro di coppa nazionale con il Samsunspor. Al termine della sua prima stagione in Turchia, il centrocampista rimane coinvolto nella retrocessione del Karagümrük in seconda serie.
Il 24 gennaio 2025, rescinde ufficialmente il proprio contratto con il club turco, dopo aver collezionato in tutto 45 presenze, cinque reti e tre assist.

#### Mantova
Il 26 gennaio 2025, Paoletti viene ingaggiato dal Mantova, in Serie B, con cui firma un contratto valido fino al 30 giugno 2028.

### Nazionale
Paoletti ha rappresentato l'Italia a livello giovanile, giocando per la nazionale italiana Under-17.
Nel marzo del 2023, ha ricevuto la sua prima convocazione con la nazionale Under-20, guidata da Carmine Nunziata.

## Statistiche

### Presenze e reti nei club
Statistiche aggiornate al 15 maggio 2025.
| Stagione                | Squadra                 | Campionato              | Campionato | Campionato | Coppe nazionali | Coppe nazionali | Coppe nazionali | Coppe internazionali | Coppe internazionali | Coppe internazionali | Altre coppe | Altre coppe | Altre coppe | Totale | Totale |
| Stagione                | Squadra                 | Comp                    | Pres       | Reti       | Comp            | Pres            | Reti            | Comp                 | Pres                 | Reti                 | Comp        | Pres        | Reti        | Pres   | Reti   |
| ----------------------- | ----------------------- | ----------------------- | ---------- | ---------- | --------------- | --------------- | --------------- | -------------------- | -------------------- | -------------------- | ----------- | ----------- | ----------- | ------ | ------ |
| 2022-2023               | Sampdoria               | A                       | 11         | 0          | CI              | 1               | 0               | -                    | -                    | -                    | -           | -           | -           | 12     | 0      |
| 2023-2024               | Fatih Karagümrük        | SL                      | 20         | 1          | TK              | 6               | 2               | -                    | -                    | -                    | -           | -           | -           | 26     | 3      |
| 2024-gen. 2025          | Fatih Karagümrük        | 1L                      | 16         | 2          | TK              | 3               | 0               | -                    | -                    | -                    | -           | -           | -           | 19     | 2      |
| Totale Fatih Karagümrük | Totale Fatih Karagümrük | Totale Fatih Karagümrük | 36         | 3          |                 | 9               | 2               |                      | -                    | -                    |             | -           | -           | 45     | 5      |
| gen.-giu. 2025          | Mantova                 | B                       | 3          | 0          | CI              | -               | -               | -                    | -                    | -                    | -           | -           | -           | 3      | 0      |
| Totale carriera         | Totale carriera         | Totale carriera         | 50         | 3          |                 | 10              | 2               |                      | -                    | -                    |             | -           | -           | 60     | 5      |